# Udo Bölts
Udo Bölts (Heltersberg, 10 augustus 1966) is een voormalig Duits wielrenner. Hij stond vooral bekend als waterdrager maar wist ook enkele belangrijke wedstrijden te winnen. Zo was hij driemaal Duits kampioen en won hij in 1996 de Clásica San Sebastián. In 1992 had hij al een zware bergetappe in de Ronde van Italië gewonnen.
Tussen 1992 en 2003 nam Bölts twaalf keer deel aan de Ronde van Frankrijk en reed de wedstrijd ook iedere keer uit. In 1994 eindigde hij als negende in het eindklassement. Hij was een belangrijke knecht van Bjarne Riis en Jan Ullrich. In 2000 nam hij deel aan de Iron Man triatlon op Hawaï, die hij ook volbracht. Bölts was beroepsrenner van 1989 tot 2003 en werd nadien ploegleider bij Team Gerolsteiner, zijn laatste ploeg.
In mei 2007 maakte Bölts bekend korte tijd epo te hebben gebruikt. Ook zijn voormalige teamgenoten Rolf Aldag, Erik Zabel en Christian Henn legden dergelijke bekentenissen af. Daarna nam Bölts ontslag bij Gerolsteiner.
Hij is de jongere broer van oud-wielrenner Hartmut Bölts.

## Belangrijkste overwinningen
1990
- Duits kampioenschap (wegwedstrijd)
- eindklassement Herald Sun Tour

1992
- etappe Ronde van Italië
- etappe Ronde van het Baskenland

1994
- Rund um Köln
- 2 etappes Herald Sun Tour

1995
- Duits kampioenschap (wegwedstrijd)

1996
- etappe Ronde van Zwitserland
- Clásica San Sebastián

1997
- GP Gippingen
- eindklassement Dauphiné Libéré

1998
- GP van Wallonië
- Breitling Grand Prix (met Christian Henn)

1999
- Duits kampioenschap (wegwedstrijd)

2000
- etappe Ronde van Duitsland

## Resultaten in voornaamste wedstrijden
| Jaar | Ronde van Italië | Ronde van Frankrijk | Ronde van Spanje |
| ---- | ---------------- | ------------------- | ---------------- |
| 1989 |                  |                     |                  |
| 1990 |                  |                     | 53e              |
| 1991 |                  |                     | 17e              |
| 1992 | 31e (1)          | 35e                 |                  |
| 1993 | 33e              | 25e                 |                  |
| 1994 | 18e              | 9e                  |                  |
| 1995 | 46e              | 38e                 |                  |
| 1996 |                  | 14e                 |                  |
| 1997 |                  | 21e                 |                  |
| 1998 |                  | 21e                 |                  |
| 1999 |                  | 40e                 |                  |
| 2000 |                  | 42e                 |                  |
| 2001 |                  | 51e                 |                  |
| 2002 |                  | 48e                 |                  |
| 2003 |                  | 61e                 |                  |

| Jaar | Milaan-San Remo | Gent-Wevelgem | Amstel Gold Race | Luik-Bast.‑Luik | Ronde van Lombardije | Clásica San Sebastián | Rund um den Henninger-Turm | Waalse Pijl |
| ---- | --------------- | ------------- | ---------------- | --------------- | -------------------- | --------------------- | -------------------------- | ----------- |
| 1989 |                 | 24e           |                  |                 |                      |                       |                            | 45e         |
| 1990 |                 |               | 77e              |                 |                      | 106e                  |                            | 42e         |
| 1991 |                 |               | 47e              |                 |                      |                       |                            | 32e         |
| 1992 | 137e            |               |                  | 31e             | 7e                   | 83e                   | 30e                        |             |
| 1993 | 119e            |               | 70e              | 39e             | 22e                  |                       |                            | 59e         |
| 1994 |                 |               | 46e              | 14e             | 8e                   | 25e                   | 42e                        | 52e         |
| 1995 |                 |               |                  | 39e             | 34e                  | 93e                   | 28e                        | 87e         |
| 1996 |                 |               |                  | 46e             |                      | ↑                     |                            | 76e         |
| 1997 |                 |               | 40e              | 20e             |                      | 28e                   | 8e                         | 53e         |
| 1998 |                 |               | 27e              | 33e             | 32e                  | 9e                    | 8e                         | 54e         |
| 1999 |                 |               | 33e              | 9e              |                      | 44e                   |                            | 6e          |
| 2000 |                 |               | 79e              | 79e             |                      | 89e                   |                            | 28e         |
| 2001 |                 |               |                  | 14e             |                      | 141e                  | 7e                         | 35e         |
| 2002 |                 |               | 32e              | 48e             |                      | 18e                   | 53e                        | 20e         |
| 2003 | 137e            |               | 65e              | 71e             |                      |                       |                            | 52e         |

## Ploegen
- 1989 - Stuttgart-Merckx-Gonsor
- 1990 - Stuttgart-Mercedes-Merckx-Puma
- 1991 - Team Deutsche Telekom
- 1992 - Team Deutsche Telekom
- 1993 - Team Deutsche Telekom
- 1994 - Team Deutsche Telekom
- 1995 - Team Deutsche Telekom
- 1996 - Team Deutsche Telekom
- 1997 - Team Deutsche Telekom
- 1998 - Team Deutsche Telekom
- 1999 - Team Deutsche Telekom
- 2000 - Team Deutsche Telekom
- 2001 - Team Deutsche Telekom
- 2002 - Team Deutsche Telekom
- 2003 - Team Gerolsteiner